# NGC 2019
NGC 2019 (другое обозначение — ESO 56-SC145) — шаровое скопление в созвездии Столовая Гора.
Этот объект входит в число перечисленных в оригинальной редакции «Нового общего каталога».
Как и в NGC 1898, в NGC 2019 отношение [Si/Fe] на 0,5 dex больше солнечного, в то время как отношения [Ca/Fe] и [Ti/Fe] аналогичны таковым во внутреннем гало Млечного Пути.